# Morten Hamm
Morten Hamm (født 4. august 1974) er en dansk forhenværende fodboldspiller.
Han har spillet for Hvidovre IF, Viborg FF, Frem og senest Nordvest FC hvor han stoppede i sommeren 2010 for at blive lærer på klubbens fodboldcollege.
I perioden 2006 – 2008 var han spillende assistenttræner i Boldklubben Frem.